# 白倉一成
白倉 一成（しらくら かずなり）は、日本で活動するミュージカル俳優である。大阪府大阪市住之江区出身。劇団四季所属。

## 来歴
キャッツ観劇をきっかけにミュージカル俳優を目指すようになり、大阪音楽大学音楽学部音楽学科声楽専攻卒業後、1996年に劇団四季へ入団し、同年美女と野獣のアンサンブル役で初舞台出演を果たしたが、その後退団する。引き続き舞台出演活動を行っていたが、2004年に10月に劇団四季オーディションに再合格し、再入団した。再入団後は多彩な作品出演を重ねている。

## 主な出演作品
- 美女と野獣（1996年アンサンブル）
- ミュージカル李香蘭（溥儀、参謀／関東軍少佐）
- 鹿鳴館（大徳寺侯爵）
- ジョン万次郎の夢（勝海舟）
- クレイジー・フォー・ユー（ムース）
- むかしむかしゾウがきた（太郎衛門）
- 王子とこじき（マイルス）
- ライオンキング（ムファサ）
- バケモノの子（2022年アンサンブル6枠/サイ風のバケモノ）